# ورا باش مورین
ورا باش مورین (به انگلیسی: Vera Basch Moreen) پژوهشگر مستقل و مدرس «اسلام و یهودیت» در دانشگاه‌های مختلف است. او دکترایش را در سال ۱۹۷۸ از دانشگاه هاروارد دریافت کرد. زمینه تخصصی او، تاریخ و فرهنگ یهودی‌ها در جهان اسلام، به ویژه ایران است. از برجسته‌ترین آثار او، کتاب «در باغ ملکه استر: گلچین ادبی ادبیات فارسی-یهودی» (به انگلیسی: In Queen Esther’s Garden: An Anthology of Judeo-Persian Literature) است که به سال ۲۰۰۰ میلادی توسط انتشارات New Haven منتشر گشت. این کتاب برنده جایزه از انجمن کتاب‌داران یهودی در سال ۲۰۰۵ گشت.

## آثار منتخب
- Vera Basch Moreen, Iranian Jewry’s Hour of Peril and Heroism: A Study of Bābāʾi ibn Lutf’s Chronicle (1617-1662), New York and Jerusalem, 1987, Index.
- Vera Basch Moreen, Miniature Paintings in Judeo-Persian Manuscripts, Cincinnati, 1985.
- Idem, Iranian Jewry’s Hour of Peril and Heroism: A Study of Bābāi Ibn Luṭf’s Chronicle (1617-1662), New York, 1987.
- Idem, “The Kitab-i Anusi of Babai ibn Lutf (Seventeenth Century) and the Kitab-i Sar Guzasht of Babai ibn Farhad (Eighteenth Century): A Comparison of Two Judaeo-Persian Chronicles,” in Michel M. Mazzaoui and Vera B. Moreen, eds. , Intellectual Studies on Islam: Essays Written in Honor of Martin B. Dickson, Salt Lake City, Utah, 1990.
- Idem, Catalogue of Judeo-Persian Manuscripts in the Library of the Jewish Theological Seminary of America, New York, forthcoming.

مقالات او در دانشنامه ایرانیکا:
- JUDEO-PERSIAN COMMUNITIES iv. MEDIEVAL TO LATE 18TH CENTURY
- JEZYA